# Страховка (альпинизм)
Страхо́вка в альпинизме (и его производных спортивных дисциплинах: горного туризма, скалолазания, ледолазания) — совокупность действий, приёмов и правил, препятствующих получению спортсменом травм при преодолении того или иного потенциально опасного участка рельефа.
Все приёмы техники движения основаны на принципе наименьшей затраты сил и наибольшей безопасности. Для обеспечения безопасности от альпиниста требуются не только обширные знания и технические навыки, но и ряд моральных качеств.

## Страховка в альпинизме и горном туризме
Во время восхождения спортсмены преодолевают различные участки рельефа: снег, фирн, лёд, скалы, осыпи и травянистые склоны. Для каждого из этих видов рельефа существует снаряжение и техника страховки.
Организацию страховки осуществляют следующим образом — устанавливают 2—3 точки страховки (снаряжение специфично для каждого вида рельефа) на небольшом расстоянии друг от друга. При этом все точки должны быть независимы друг от друга. Карабины соединяют петлёй из стропы или верёвки диаметром не менее 8 миллиметров. Соединённые таким образом точки называют «станцией». Находясь около станции участник восхождения должен быть пристёгнут к станции (а именно к верёвке, связывающей точки) с помощью самостраховки. Все дополнительные страховочные приспособления также должны быть пристёгнуты к станции.

### Страховка на скалах
Для организации станции наиболее часто используют следующее снаряжение:
- Шлямбур — можно описать как «скальный аналог дюбеля». Считают самым надёжным снаряжением для организации станции. Сначала скальным молотком делают отверстие, в которое вставляют дюбель из мягкого металла, разжимной анкер или клеящую смолу. После этого в то же отверстие вставляют (в случае использования смолы), закручивают или забивают крюк или болт, который держит проушину. Страховку крепят за этот крюк или отверстие в проушине. Правильно установленный шлямбур — очень надёжен, его разрушающая нагрузка 2,5—5 тонн, что зачастую превосходит прочность скалы или верёвки. Шлямбуры устанавливают как надёжную точку страховки для длительного использования. Преимущество — надёжность, можно установить на «зеркальной» стене, служит не один год. Недостатки — сложность установки, на установку уходит много времени, нужен опыт. Иногда преимущества шлямбуров становятся их недостатком. Из-за их большой надёжности их постоянно используют на «популярных» маршрутах, особенно вблизи больших городов. Нагрузка на такие шлямбуры в сезон может достигать 100 и более человек в день в течение десятилетий, что непременно ведёт к усталости металла и разрушению шлямбура
- Скальный крюк — полоска металла 10—20 см длиной и 2—3 см шириной с проушиной для карабина. Крюк забивают в узкие щели (2—4 мм) молотком. Для более широких щелей используют швеллерные крючья, имеющие сечение швеллера
- Закладка — изготавливают из металла, обычно в форме трапециевидной призмы, иногда с полым отверстием внутри. Сквозь призму продет стальной трос в форме петли (для карабина). Закладки имеют различные размеры для щелей от 0,5 до 5 см шириной
- Френд — относительно сложное механическое устройство, по функциональности является улучшенным аналогом закладки

Самыми надёжными являются шлямбуры; закладки, френды и крюки при прочих равных условиях — менее надёжны, чем шлямбуры. Надёжность и применимость каждого вида снаряжения сильно зависит от конкретной ситуации и навыков устанавливающего. Ввиду этого многие считают закладки и френды — более надёжными, поэтому при организации базы хотя бы одна из точек должна быть сделана с помощью закладки или френда. Однако, забитый профессионалом крюк часто оставляют в скале на десятилетия и используют многими поколениями альпинистов, в то время как закладки разбалтываются, а френды из-за их дороговизны оставляют на скалах только в чрезвычайных ситуациях. Крюки лучше устанавливать в узких щелях с гладкими стенами, закладки — в извилистых щелях, шлямбуры — на гладких стенах и в роли верхней станции или станции для ночёвки при многодневных восхождениях. Кроме этого существуют много других, менее распространённых приспособлений, периодически изготавливают новые виды снаряжения.
При движении по скалам можно делать промежуточные точки страховки (из какого-либо одного элемента — френда, закладки, крюка). Если острой необходимости в страховке нет, используют страховку «за камни» — верёвку закладывают за выступающие камни «змейкой», то есть так, чтобы при срыве она зацепилась за выступ. Чем больше изгибов будет у верёвки, тем проще будет удержать сорвавшегося человека при таком способе страховки. Необходимо также следить, чтобы верёвка не зацепляла «живые» камни — камни, которые легко сдвигаются с места, если приложить к ним нагрузку.

### Страховка на снегу
Для организации станции можно использовать:
- Вбитый в снег ледоруб
- Снежный парус (снежный якорь) — широкий лист металла с тросиком для крепления карабина
- Снежный крюк (фирновый крюк) —  по форме напоминает айс-фифи (ледовый якорь), фирновый крюк на самом деле представляет собой вариант ледобурного крюка
- Фирновый крюк — вариант ледобурного крюка, резьба — короткая и утолщена, более длинный, чем обычный ледобур
- Снежный парашют представляет собой равносторонний треугольник из плотного капрона, по периметру обшитый тонкой стропой. Длина стороны треугольника составляет 50 сантиметров. На каждом углу стропа образует петлю для крепления расходной верёвки. Треугольник вкапывают в снег углом вниз. Такой парашют имеет массу менее 90 грамм

Наиболее часто используют ледорубы. Для этого ледоруб необходимо вбить в снег вертикально вниз, как можно глубже. Необходимо предварительно утрамбовать для этого площадку. Вбитый в снег ледоруб выдерживает малый рывок (около 100 килограмм), для усиления точки страховки на него обычно встают ногами и удерживают собственным весом. Другой вариант — закапывание ледоруба в снег горизонтально. Для этого предварительно выкапывают канавку для ледоруба и для петли (или куска основной верёвки). Страховку крепят к петле, которую привязывают за древко ледоруба. После этого ледоруб и петлю закапывают, а сверху засыпают снегом и утрамбовывают. Также для усиления надёжности при организации точки страховки на снежных склонах используют так называемый «ледорубный крест» — когда ниже воткнутого в склон ледоруба вплотную к нему горизонтально втыкают второй ледоруб (образуя форму креста), и страховочная верёвка проходит поверх него (такую же установку используют для организации сброса верёвки после спуска последнего участника). При движении по снегу промежуточные точки страховки не используют

### Страховка на льду
Для организации станции можно использовать:
- Ледобур — полый металлический стержень с резьбой и проушиной для карабина. Ввинчивают в ледовый склон под прямым углом на глубину до 20 сантиметров
- Проушина — во льду вырубают 2 ямки 20 сантиметров глубиной на расстоянии 20—25 сантиметров друг от друга. С помощью ледобуров соединяют ямки друг с другом, в получившееся отверстие пропускают верёвку
- Ледовый гриб — вырубают во льду гриб с диаметром «ножки» не менее 30 сантиметров, за которую заводят верёвку. Очень трудоёмкий способ
- Абалаковская петля — во льду высверливают с помощью ледобура 2 канала под углом друг к другу, в который продёргивают репшнур. На репшнур вешают карабин, в который прощёлкивают страховочную верёвку

При движении по льду устанавливают промежуточные точки страховки с помощью ледобуров.
Для самостраховки на льду можно использовать ледовые инструменты (например, специальный крюк-якорь айс-фифи, используемый для преодоления крутых ледовых склонов).

### Страховка на осыпи
Страховка на осыпи — невозможна из-за отсутствия массивных неподвижных предметов. Для обеспечения безопасности необходимо соблюдать ряд правил:
- Стоять так, чтобы вылетевший из-под ног камень не мог попасть ни в кого из остальных участников
- По возможности держаться ближе к скалам
- Идти в связках

### Личное снаряжение
У каждого участника восхождения должна быть страховочная система («обвязка» и «беседка»), к которой привязывают верёвку, и 2 «уса» самостраховки (привязанные к страховочной системе отрезки динамической верёвки диаметром 9—11 миллиметров, длиной приблизительно 0,5 метра и 1,5 метра с петлёй на конце) для пристёгивания к базе или перилам.
В личное снаряжение входят также различные приспособления для осуществления страховки и самостраховки — восьмёрка и гри-гри служат для увеличения силы трения, благодаря чему один человек легко может удержать сорвавшегося участника, жумар — для движения по перилам вверх и многие другие.

## Способы страховки

### Перила
Перилами называют верёвку, концы которой закреплены на двух базах. Возможно использование нескольких промежуточных точек страховки. Перила используют в альпинизме для движения по сложным участкам совместно с другими способами страховки, и для движения по относительно лёгким участкам (на которых, тем не менее, возможен срыв с летальным исходом или тяжёлой травмой участника) без страховки.

### Верхняя страховка
Точки страховки находятся выше участника. Верёвка проходит через эти точки и спускается к участнику. В процессе лазания он двигается вверх или вниз, а человек, осуществляющий страховку, вытягивает («выбирает») лишнюю верёвку или выдаёт её. Таким образом, в случае срыва, участник повисает на верёвке немного ниже того места, до которого он смог подняться или спуститься. Нагрузка при рывке и риск получить травму являются при этом минимальными.

### Нижняя страховка
Точки страховки расположены вдоль всего маршрута, или их необходимо установить в подходящих местах. Один из концов верёвки привязан к участнику, а страхующий держит в руках участок верёвки в нескольких метрах от него. В процессе лазания участник продевает («прощёлкивает») верёвку в карабин на той точке, до которой поднимается или вынимает («выщёлкивает») верёвку при спуске. Страхующий при этом постепенно «выдаёт» или «выбирает» верёвку. Таким образом, в случае срыва участник повисает недалеко от той точки страховки, до которой он смог подняться или спуститься. Самой опасной является ситуация, когда спортсмен срывается при попытке «прощёлкнуть» верёвку в очередную точку страховки или сразу после выщёлкивания. В этот момент последняя точка страховки находится намного ниже, и высота падения может составлять до 10 (а иногда и 20—40 при редком заложении элементов) метров. Этот способ является опасным и требует большого мастерства от страхующего.
При нижней страховке следует использовать только динамическую верёвку, так как срыв, приходящийся на лезущего, может быть очень большим (фактор рывка 2). Можно также использовать амортизаторы рывка.

### Гимнастическая страховка
Иногда используют т. н. «гимнастическую страховку» — самый простой способ страховки, при котором лезущего страхует руками и собственным телом напарник, стоящий под ним. Используют на малых высотах (не выше 4—5 метров) при прохождении особо сложных маршрутов (болдеринг). Также можно использовать крэшпады — специальные маты для болдеринга, смягчающие удар об землю.

## Требования к снаряжению
Требования к прочности снаряжения устанавливает UIAA. Снаряжение, на которое приходится нагрузка при срыве спортсмена, должно выдерживать груз массой 2300 килограмм. Вес такого груза приблизительно в 2 раза превосходит нагрузку, которую может выдержать скелет человека.